# Angst in Athene
Angst in Athene is een spionageroman van auteur Gérard de Villiers en deel 149 uit de S.A.S.-reeks met als protagonist de Oostenrijkse prins en freelance CIA-agent Malko Linge.

## Het verhaal
De Marxistische terroristische Revolutionaire Organisatie 17 November dat de Britse geheime dienst na 27 jaar, 23 moorden en 140 aanslagen heeft weten te ontmantelen.
De CIA is er echter van overtuigd dat de groep niet volledig is ontmanteld en de werkelijke leider nog steeds vrij rond loopt.
Aan Malko de taak de moordenaar in Griekenland te lokaliseren.

## Personages
- Malko Linge, Oostenrijkse prins en CIA-agent;
- Panos Gravas, een lid van de terroristische groepering van de Zeventiende November;
- Dolores Ribeiro, een Spaanse passionaria;
- John Hill, het districtshoofd van de CIA in Athene;
- Martha Adonis, een Grieks-Amerikaanse tolk en lerares op de Amerikaanse universiteit van Athene;
- Dimitri Kochilas, een Griekse intellectueel;
- Maria Istrati, weduwe van een vermoord vooraanstaand lid van de groepering Zevende November;
- Alexandros Stravropoulos, een vooraanstaand lid van de groepering Zevende November;
- Kostas Kavriki alias “Lambros”, de leider van de groepering de Zeventiende November en moordenaar van Dimitri Istrati;
- Clio, de vrouw van Kavriki;
- Christos Morfi, een privédetective;
- Bruno Becker, een voormalig lid van de Rote Armee Faction;

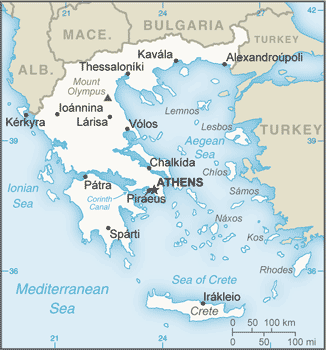
De hoofdstad Athene in Griekenland.